# Arroio Grande (cours d'eau)
Pour les articles homonymes, voir Arroio Grande et Arroio.
L'arroio Grande est une rivière brésilienne de l'État de Santa Catarina.
Il naît dans la serra Geral et s'écoule vers le nord-est à travers la municipalité de Pouso Redondo jusqu'à se jeter dans le rio Itajaí do Oeste, à hauteur de la ville de Rio do Oeste.